# لسانيات أوروبا

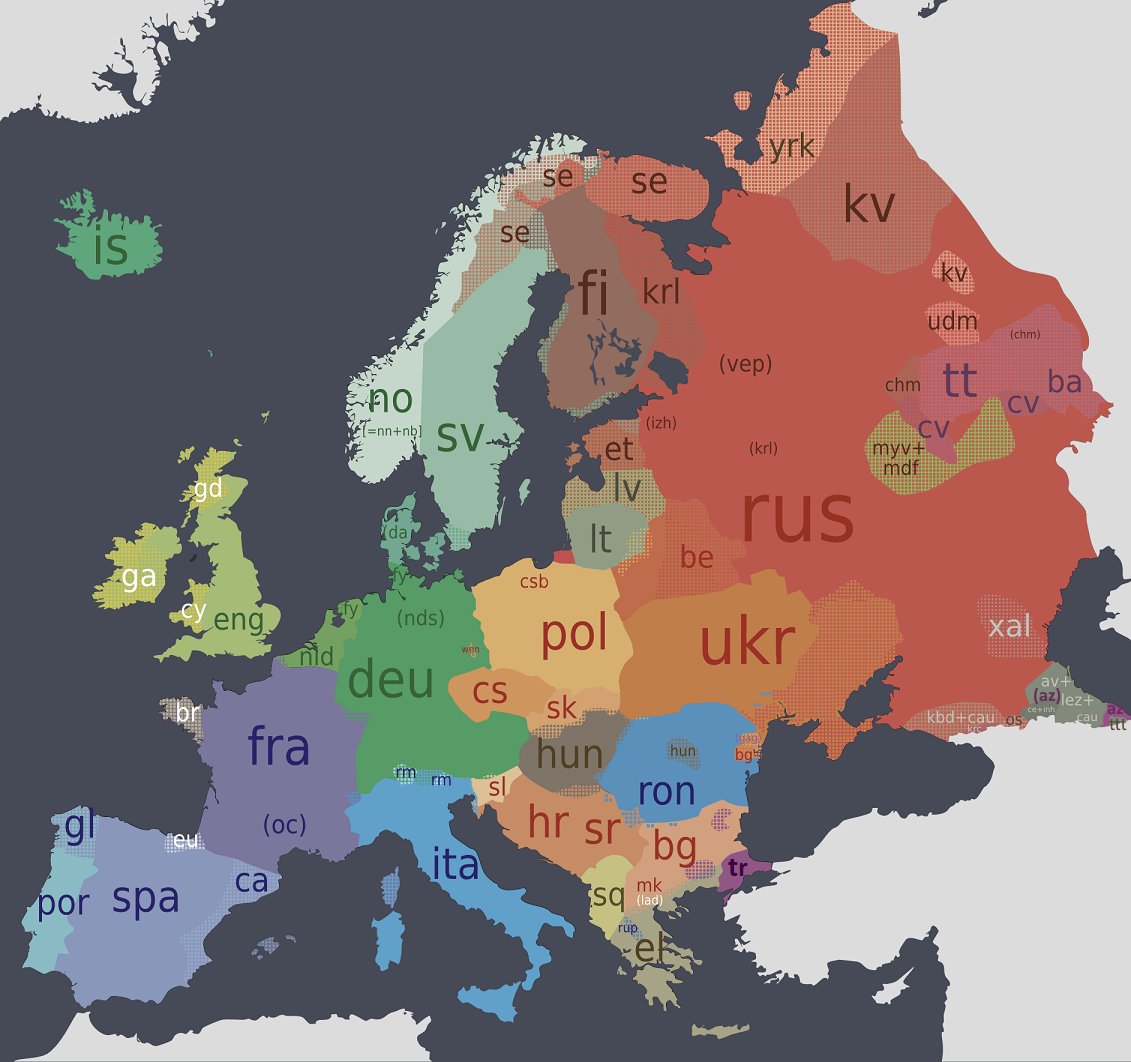
لسانيات أوروبا

لسانيات (لغويات)أوروبا (Eurolinguistics) فرع من علم اللسانيات مختص بالبحث في المسائل المتعلقة بـلغات أوروبا. هنالك ثلاثة تعاريف مختلفة لأوروبا، هي:
- سياسية (لغات الاتحاد الأوروبي)
- جغرافية (من المحيط الأطلسي إلى جبال الاورال)
- إناسية (انثروبولوجية) (لغات الأمم المتميزة بتراثها الرئيسي، أي اللاتيني، وتراثها الثانوي، أي الاغريقي، البديل الروماني (الغربي) في الدين المسيحي (خلال حركة الإصلاح والإصلاح المضاد)، استخدام الأبجدية اللاتينية، انفصال السلطة الـكنسيّة عن السلطة العلمانية، الحضارة الاجتماعية التعددية والفردية، تاريخ الفن والثقافة والتكوين المشترك.

## الوضع الحالي
إلى جانب سلسلة من الأعمال الأدبية التي ترتكز على لغات معينة في أوروبا، يسعى هارالد هارمان من خلال أعماله إلى تقديم نظرة تشمل كافة أوروبا. يشاركه ذات الهدف ماريو واندروسكا. ولكن في الواقع، واندروسكا، والكثير غيره (بالإضافة إلى الموسوعات)، يأخذ بعين الاعتبار لغات أوروبا الكبيرة فقط: الألمانية، الإنكليزية، الإيطالية، الفرنسية والأسبانية. في هذا المضمار تُفهم اللغة الألمانية كألمانيّة ألمانيا، والفرنسية كفرنسية فرنسا، إلخ. أخذ الاختلافات المحلية بعين الاعتبار لم يبتدئ إلا مع بداية أبحاث ودراسات «لسانيات أوروبا».
في السنوات الأخيرة، تم التعامل في مسائل التقسيم من قبل(
Eurolinguistischer Arbeitskreis Mannheim (ELAMA.موقع الأنترنت(
EuroLinguistiX (ELiX يقدم منتدى للمناقشة وصحيفة الكترونية لمعالجة مواضيع في تاريخ اللغة والحضارة، علم حضارات اللغات، سياسة اللغة، والاتصال الثقافي المتبادل.